# Struvejev geodetski lok
Struvejev geodetski lok je veriga triangulacijskih točk, ki se razteza od Hammerfesta na severu Norveške do kraja Staro-Nekrasovka na črnomorski obali na jugu Ukrajine, v razdalji 2821,9 km. Z njihovo pomočjo je bil v 19. stoletju natančno izmerjen poldnevnik in določena oblika Zemlje. Poteka skozi 10 držav: Norveško, Švedsko, Finsko, Rusijo, Estonijo, Latvijo, Litvo, Belorusijo, Ukrajino in Moldavijo; v izvirniku je obsegal 265 triangulacijskih točk, ki so tvorile 258 trikotnikov. Od njih je danes ohranjenih 34 v vseh desetih državah.

## Zgodovina
Lok je bil oblikovan na pobudo nemško-ruskega astronoma in geodeta Friedricha von Struveja, ki je deloval na Univerzi v Tartuju (Tartu v nekdanjem Ruskem imperiju, danes Estonija), z namenom točne določitve oblike Zemlje. Po Napoleonovem porazu so želeli evropski vladarji izkoristiti obdobje miru za temeljito razmejitev držav, vendar je bila oblika Zemlje, pomembna za natančno merjenje razdalj na površju, v tem času še neznanka. Ruski car Aleksander I. je dal Struveju na razpolago dovolj sredstev za nalogo vzpostaviti ustrezno dolg lok triangulacijskih točk. Triangulacija je bila namreč takrat edina zanesljiva metoda za merjenje daljših razdalj.
Struve se je namenil izmeriti poldnevnik, ki poteka skozi observatorij v Tartuju približno 27 º vzhodne zemljepisne dolžine in je začel z lokom 3,5 º zemljepisne širine med otokom Gögland (Hogland) v Finskem zalivu ter Jacobstadtom (danes Jēkabpils, Latvija) na jugu. Delo je bilo opravljeno med letoma 1821 in 1831. Približno hkrati je Carl Tenner neodvisno od njega izvajal geodetske meritve z istim ciljem, a z bazo v Vilni (danes Litva) na jugu. Medtem ko je Struve razmišljal o navezavi na krajše loke, že prej zakoličene na skrajnem severu, si je Tenner zamislil tak podaljšek do Črnega morja na jugu. Njuna loka sta bila na srečo dovolj skupaj, da ju je bilo možno združiti. Nato sta daljšala lok vsak v svojo smer s pomočjo zunanjih sodelavcev na terenu. Naposled je bil lok do leta 1851 zakoličen na celotni razdalji med obalama Arktičnega in Črnega morja, z zaključno fazo (preverjanjem nekaj sumljivih meritev) med 1852 in 1855. Ob tej priložnosti so na skrajni severni in južni točki postavili spomenika.
Ob dokončanju je bil Struverjev lok najsevernejši, najdaljši in najnatančnejši tovrsten lok, z negotovostjo 4 mm na kilometer, in edini, ki se je raztezal skozi več držav – Ruski imperij ter Švedsko-norveško zvezo. Poleg uporabnosti za kartiranje Srednje Evrope je bil njegov vpliv širši: spodbudil je izboljšave merilnih priprav in posredno pripomogel tudi k sprejetju metričnega sistema enot ter napredku ved o Zemlji kot celote.

## Ohranjenost in zaščita
Danes je znan položaj komaj več kot desetine od izvirnih 265 točk, ki so tvorile lok. Te so bile na terenu različno označene in precej označevalcev je izginilo že v 1890. letih. Tudi preostale so danes različno obeležene, od preproste luknje v skali do posebnih spomenikov, postavljenih v bližini.
Komisija Organizacije ZN za izobraževanje, znanost in kulturo (UNESCO) je leta 2005 obravnavala serijsko nominacijo desetih držav in vpisala 34 še ohranjenih točk v seznam svetovne kulturne dediščine na podlagi pomena Struvejevega geodetskega loka za znanstven napredek, pa tudi kot zgled za medkulturno ter meddržavno izmenjavo v obliki znanstvenega sodelovanja. S tem je Struvejev geodetski lok edini spomenik, ki je vpisan v seznam izrecno zaradi svojega zgodovinskega pomena za astronomijo. Na seznamu so še drugi, denimo observatorij Pulkovo v Sankt Peterburgu, vendar vedno v sklopu širšega kulturnega spomenika (v omenjenem primeru skupaj z zgodovinskim mestnim jedrom in drugimi spomeniki).
Ohranjene točke so zaenkrat v dobrem stanju in večina še danes služi kot del geodetskega omrežja v svojih državah.

### Veriga
Obeleženih je 34 točk v 10 današnjih državah na ozemlju loka:

#### Norveška
- Fuglenes, Hammerfest (70°40′12″N 23°39′48″E / 70.67000°N 23.66333°E)
- Raipas, Alta (69°56′19″N 23°21′37″E / 69.93861°N 23.36028°E)
- Luvdiidcohkka, Kautokeino (69°39′52″N 23°36′08″E / 69.66444°N 23.60222°E)
- Baelljasvarri, Kautokeino  (69°01′43″N 23°18′19″E / 69.02861°N 23.30528°E)

#### Švedska
- »Pajtas-vaara« (Tynnyrilaki), Kiruna
- »Kerrojupukka« (Jupukka), Pajala
- Pullinki, Övertorneå
- »Perra-vaara« (Perävaara), Haparanda

#### Finska
- Stuor-Oivi (zdaj Stuorrahanoaivi), Enontekiö (68°40′57″N 22°44′45″E / 68.68250°N 22.74583°E)
- Avasaksa (zdaj Aavasaksa), Ylitornio (66°23′52″N 23°43′31″E / 66.39778°N 23.72528°E)
- Torneå (zdaj Alatornion kirkko), Tornio (65°49′48″N 24°09′26″E / 65.83000°N 24.15722°E)
- Puolakka (zdaj Oravivuori), Korpilahti (61°55′36″N 25°32′01″E / 61.92667°N 25.53361°E)
- Porlom II (zdaj Tornikallio), Lapinjärvi (60°42′17″N 26°00′12″E / 60.70472°N 26.00333°E)
- Svartvira (zdaj Mustaviiri), Pyhtää (60°16′35″N 26°36′12″E / 60.27639°N 26.60333°E)

#### Rusija
- »Mäki-päälys« (Mäkipäällys) na otoku Hogland
- »Hogland, Z« (Gogland, Točka Z), Hogland (60°5′9.8″N 26°57′37.5″E / 60.086056°N 26.960417°E)

#### Estonija
- »Woibifer« (Võivere), župnija Väike-Maarja (59°03′28″N 26°20′16″E / 59.05778°N 26.33778°E)
- »Katko« (Simuna), župnija Väike-Maarja (59°02′54″N 26°24′51″E / 59.04833°N 26.41417°E)
- »Dorpat« (Observatorij v Tartuju), Tartu. (58°22′43.64″N 26°43′12.61″E / 58.3787889°N 26.7201694°E)

#### Latvija
- »Sestu-Kalns« (Ziestu), Ērgļu novads (56°50′24″N 25°38′12″E / 56.84000°N 25.63667°E)
- »Jacobstadt«, Jēkabpils (56°30′05″N 25°51′24″E / 56.50139°N 25.85667°E)

#### Litva
- »Karischki« (Gireišiai), Panemunėlis (55°54′09″N 25°26′12″E / 55.90250°N 25.43667°E)
- »Meschkanzi« (Meškonys), Nemenčinė (54°55′51″N 25°19′00″E / 54.93083°N 25.31667°E)
- »Beresnäki« (Paliepiukai), Nemėžis (54°38′04″N 25°25′45″E / 54.63444°N 25.42917°E)

#### Belorusija
- »Tupisčki« (Tupiški), okrožje Ošmiani (54°17′30″N 26°2′43″E / 54.29167°N 26.04528°E)
- »Lopati«, okrožje Zelva (53°33′38″N 24°52′11″E / 53.56056°N 24.86972°E)
- »Ossownica« (Osovnica), okrožje Ivanovo (52°17′22″N 25°38′58″E / 52.28944°N 25.64944°E)
- »Čekutsk« (Čekuck), okrožje Ivanovo (52°12′28″N 25°33′23″E / 52.20778°N 25.55639°E)
- »Leskovitsči« (Leskoviči), okrožje Ivanovo (52°9′39″N 25°34′17″E / 52.16083°N 25.57139°E)

#### Moldavija
- »Rudi« pri vasi Rudi, okrožje Soroca (48°19′08″N 27°52′36″E / 48.31889°N 27.87667°E)

#### Ukrajina
- Krupi in Krupa, Volinska oblast (50°41′03″N 25°24′45″E / 50.68417°N 25.41250°E )
- Katerinovka in Antonivka, Hmelnicka oblast (49°33′57″N 26°45′22″E / 49.56583°N 26.75611°E )
- Felštin, Hvardiiske, Hmelnicka oblast (49°19′48″N 26°40′55″E / 49.33000°N 26.68194°E )
- Baranovka, Baranivka, Hmelnicka oblast (49°08′55″N 26°59′30″E / 49.14861°N 26.99167°E )
- Staro-Nekrasovka (Stara Nekrasivka), Nekrasivka, Odeška oblast (45°19′54″N 28°55′41″E / 45.33167°N 28.92806°E )